# Трнавский край

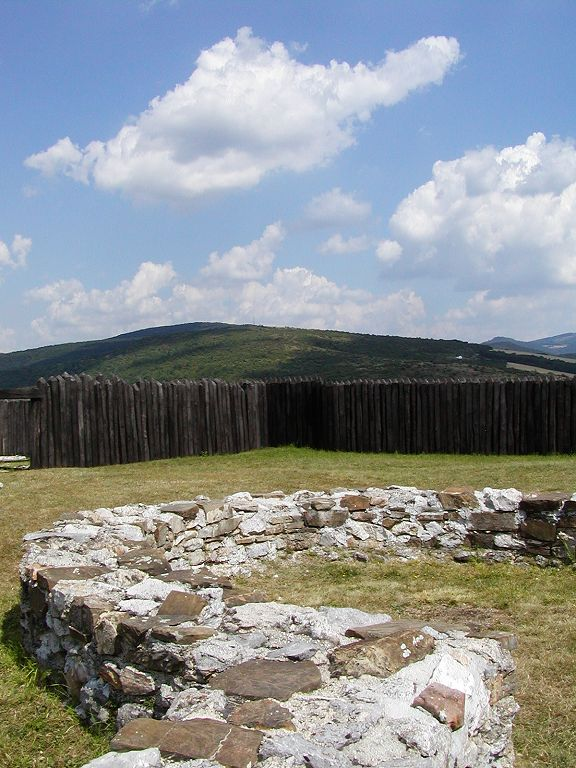
Великоморавское городище Костолец над Дуцовом (район Пьештяни)

Трнавский край (словац. Trnavský kraj) — один из восьми краёв Словакии с административным центром в городе Трнава. Расположен на западе Словакии. Граничит с Австрией, Чехией и Венгрией.

## Административное деление
Трнавский край делится на 7 районов (окресов):
- Район Дунайска Стреда
- Район Галанта
- Район Глоговец
- Район Пьештяни
- Район Сеница
- Район Скалица
- Район Трнава

## Население
| Год:                | 1994    | 2004    | 2014    | 2024    |
| ------------------- | ------- | ------- | ------- | ------- |
| Количество человек: | 547 173 | 553 198 | 558 677 | 565 900 |
| Разница:            |         | +1,10 % | +0,99 % | +1,29 % |

### Статистические данные (2011)
Национальный состав
- словаки — 394 902 чел. (71,2 %);
- венгры — 120 784 чел. (21,8 %);
- чехи — 3259 чел. (0,6 %);
- цыгане — 3048 чел. (0,5 %);
- прочие — 32 748 чел. (5,9 %).

Конфессиональный состав
- католики — 388 914 чел. (70,1 %);
- лютеране — 20 441 чел. (3,7 %);
- реформаты — 10 849 чел. (2,0 %);
- атеисты — 71 057 чел. (12,8 %);
- прочие — 63 480 чел. (11,4 %).